# Orcas Island

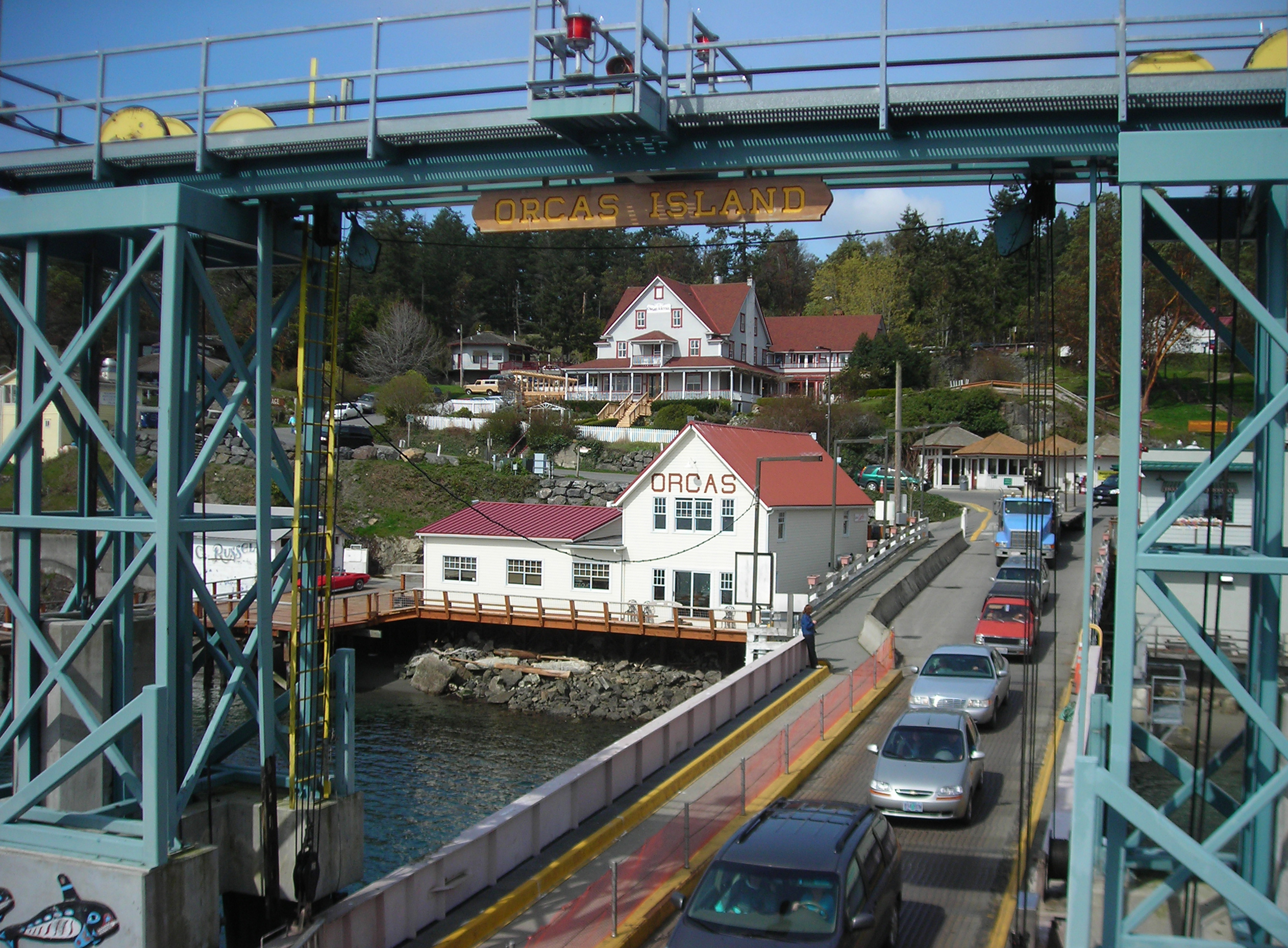
Il punto di approdo del traghetto presso Orcas Village

Orcas Island (pronunciato ˈɔrkəs o anche ˈɔrkəz) è la più grande delle San Juan Islands, che si trovano sull'angolo nord-ovest dello Stato di Washington nella contea di San Juan. Orcas Island è accessibile via aeroplano o attraverso il mare. Il servizio statale di traghetti dello Stato di Washington collega le isole di San Juan alla terraferma al termine di Anacortes si ferma ad Orcas Island. Il collegamento aereo con l'isola è fornito dalla compagnia Kenmore Air (partendo da Boeing Field con un collegamento via pullman fino all'aeroporto di Seattle) e dalla San Juan Air (partendo da Bellingham). La Kenmore Air, inoltre, fornisce collegamento aereo (tramite idrovolante) da Lake Union a Seattle fino a tre diversi punti sull'isola: Rosario, West Sound e Deer Harbor. Durante la stagione estiva è attivo un pullman che conduce dall'approdo del traghetto ad Eastsound e ad altri punti dell'isola.

## Geografia
Con un terreno di 148,4 km² ed una popolazione di 4 453, Orcas Island è leggermente più grande, ma meno popolosa della vicina San Juan Island. Orcas ha una forma che ricorda un paio di borse, separate dal golfo (somigliante ad un fiordo) di Eastsound e da Massacre Bay all'interno della quale è presente la minuscola Skull Island a pochi metri dalla riva. All'estremità nord dell'isola è presente il villaggio di Eastsound, che rappresenta il più grande villaggio dell'isola e il secondo della contea di San Juan. Nel 1989 la nazione Lummi (una tribù di nativi americani) riprese possesso di un villaggio e un cimitero nella zona Madrona Point di Orcas a poca distanza da Eastsound, ha trasformato l'area dandole il nome di Madrona Point Park, una riserva privata caratterizzata da centinaia di Arbutus menziesii che spuntano dalla costa rocciosa.
Altri, più piccoli agglomerati sull'isola includono Orcas Village (dove attracca il traghetto della Washington State Ferries), West Sound (tecnicamente parte di Eastsound), Deer Harbor, Rosario (tecnicamente parte di Eastsound), Olga e Doe Bay. Sono presenti alloggi per visitatori in ognuno di questi agglomerati. Di questi Olga e Doe Bay sono i meno popolati e generalmente i più tranquilli sulla zona est dell'isola. Ad Olga, c'è una popolare caffetteria e una galleria d'arte situata all'interno di una ex fabbrica di conserve alla fragola, dove artisti locali vendono i propri lavori, e laboratori per lavori di ceramica e di vetro. Doe Bay è principalmente conosciuta per il suo omonimo albergo rustico.

## Storia
Il nome Orcas è l'abbreviazione di Horcasitas, da Juan Vicente de Güemes Padilla Horcasitas y Aguayo, il viceré del Messico che inviò una spedizione sotto il comando di Francisco de Eliza verso le terre del nord-est nel 1791. Durante il viaggio, Eliza esplorò una parte delle San Juan Islands. Egli non assegnò il nome Orcas specificatamente all'isola di Orcas, ma ad una parte dell'arcipelago. Nel 1847, Henry Kellett assegnò il nome Orcas alla sola isola mentre riorganizzava le mappe per l'ammiragliato britannico. Fu questo lavoro di Kellett che eliminò i nomi patriottici americani che erano stati dati da Charles Wilkes a molte delle zone dell'isola durante la sua esplorazione degli Stati Uniti avvenuta tra il 1838 ed il 1842. Wilkes aveva rinominato l'isola Hull Island, in onore del commodoro Isaac Hull. Altri aree dell'isola rinominate da Wilkes erano: Insenatura Ironsides dato alla baia di EastSound, e "Baia Guerrier" dato alla baia di WestSound. Uno dei nomi dato da Wilkes rimane tuttora, quello di Monte Constitution (Monte Costituzione). I nomi dati da Wilkes seguivano uno schema: Isaac Hull era il comandante della Old Ironsides (meglio nota come USS Constitution) e acquisì fama catturando la nave da guerra britannica Guerriere durante la guerra del 1812.

## Moran State Park
Il Monte Constitution (alto 734 metri) è il punto più alto dell'arcipelago di San Juan ed è un'attrazione principale. Per arrivare in cima alla montagna sono necessari circa 15 minuti in automobile (tranne durante i periodi più freddi dell'inverno quando i ranger del parco chiudono la strada), in cima al monte è possibile avere una visione a 360 gradi del mare che circonda l'isola. La montagna e parte del Moran State Park, che è l'attrazione principale e la più grande area ricreativa pubblica dell'arcipelago. Il Moran State Park si estende per oltre 2 000 ettari di bosco e dispone di molti laghi, usati per nuotare, pescare e per barche non motorizzate, in particolar modo kayak. Ci sono numerose cascate, chilometri di sentieri pedonali e ciclabili e aree per campeggiare.
I ranger del Moran State Park controllano anche l'Obstruction Pass State Park, una riserva marina posta a 5 km di distanza dal Moran State Park, quest'area viene usata per campeggi sulle barche. L'Obstruction Pass Park ha un percorso di circa 1 km che conduce ad una spiaggia pubblica e ad un'area per campeggi. Ci sono 11 aree campeggio e 3 boe d'ormeggio all'interno del parco. È presente un approdo pubblico sull'isola con un piccolo molo di sbarco e servizi igienici, è situato a circa 2 km dalla Obstruction Pass Road. I resort Lieber Haven e Marina, situati a poca distanza da questo approdo pubblico, dispongono a loro volta di un approdo per i propri ospiti with short term boat moorage (spesso l'approdo pubblico è al completo) ed una spiaggia di sabbia designata per il passaggio e l'approdo degli ospiti in kayak. Il resort dispone di collegamento WiFi che permette ai barcaioli di avere accesso ad internet. È presente un piccolo centro di informazioni per turisti all'approdo e nelle vicinanze del supermercato.

## Campi estivi storici e museo
L'isola di Orcas e anche sede di tre campi estivi storici: Camp Orkila, Four Winds Westward Ho e Camp Indralaya. Il Camp Orkila, è operato dai YMCA della zona di Seattle, si trova nell'estremità nord-orientale dell'isola. Il campo venne aperto nel 1906, Orkila ospita famiglie, scuole e altre organizzazioni durante il periodo scolastico, e durante l'estate ospita campeggi di lunga durata per ragazzi di scuole elementari e medie. Il campo Four Winds è situato nell'angolo sud-occidentale dell'isola nella baia dei Quattro Venti, è un campo estivo no-profit fondato nel 1927 che offre attività come la vela, la canoa, sport equestri, attività artistiche d'artigianato e sport terrestri per ragazzi dai 7 ai 18 anni. Il Camp Indralaya venne fondato nel 1927 dalla Società Teosofica come esperimento di vita teosofica, opera ogni anno con programmi stagionali da aprile ad ottobre.
Il museo di storia di Orcas è situato al centro di Eastsound ed è l'unica struttura sull'eredità storica dell'isola basata sugli oggetti, con una collezione permanente che contiene circa 6 000 oggetti, documenti cartacei e fotografie.